# Бронепалубные крейсера типа «Медея»
Бронепалубные крейсера типа «Медея» — серия бронепалубных крейсеров 2-го класса британского королевского флота, построенная в 1880-х гг. XIX века. Являлись развитием типа «Ривер» (англ. River). Стали их удешевлённой и уменьшенной версией. Всего было построено 5 единиц: «Мажисьен» (фр. Magicienne, рус. Волшебница), «Медея» (англ. Medea), «Медуза» (англ. Medusa), «Марафон» (англ. Marathon), «Мельпомен» (англ. Melpomene). Стали одним из первых типов британских крейсеров, ориентированных на достижение количественного превосходства над потенциальными соперниками. Во время службы переведены в 3-й класс.
Их дальнейшим развитием стали крейсера типа «Аполло» (англ. Apollo).

## Проектирование
После постройки передовых в техническом отношении и достаточно мощных бронепалубных крейсеров типов «Линдер» и «Ривер», Британское Адмиралтейство по новому оценило потребности своего флота. Поскольку главные тогдашние соперники на море, Франция и Россия, не строили ничего подобного, дальнейшее строительство этих недешёвых кораблей представлялось расточительством. Вместе с тем, многие страны готовились к крейсерской войне против Великобритании, с учётом возможного переоборудования быстроходных гражданских судов в вспомогательные крейсера. Для борьбы с подобным противником мощные крейсера выглядели излишеством. К тому же, протяжённые коммуникации Британской империи требовали огромного количества крейсеров и требования экономии ресурсов были очевидны.
В результате был взят курс на создание небольших и недорогих крейсеров 2-го класса, но тиражируемых в больших количествах. Первым опытом в данном направлении и стали крейсера типа «Медея», они представляли собой уменьшенную версию «Ривереров», заметно уступая им по всем качествам, кроме скорости.

## Конструкция

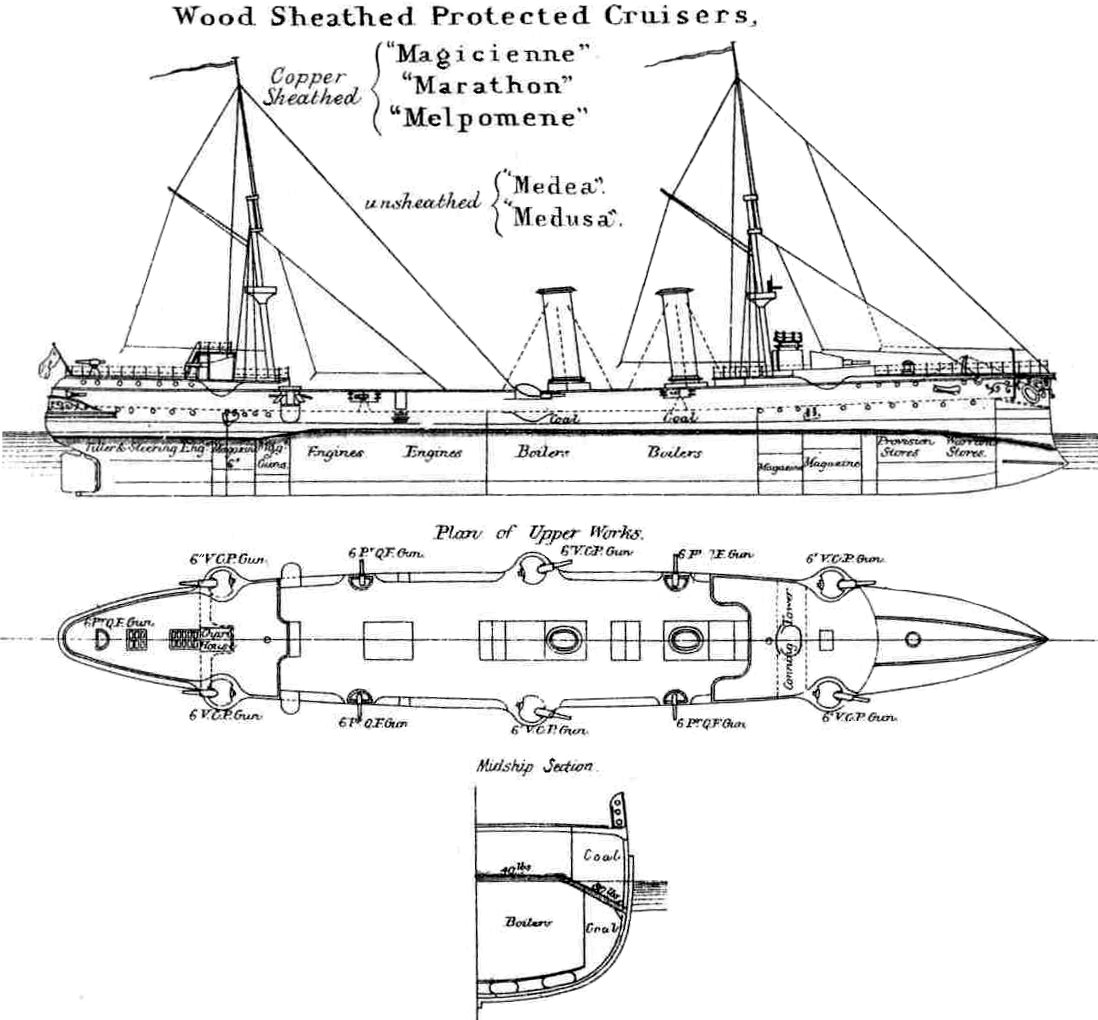
Бронепалубные крейсера типа «Медея». Схема.

## Служба
| Название    | дата закладки   | дата спуска на воду | дата ввода в строй |
| ----------- | --------------- | ------------------- | ------------------ |
| «Мажисьен»  | 10 августа 1887 | 12 мая 1888         | 1889               |
| «Медея»     | 25 апреля 1887  | 9 июня 1888         | 1889               |
| «Медуза»    | 25 августа 1887 | 11 августа 1888     | 1889               |
| «Марафон»   | 10 августа 1887 | 23 августа 1888     | 1889               |
| «Мельпомен» | 10 октября 1887 | 20 сентября 1888    | 1890               |

## Оценка проекта
Снижение стоимости «Медей», в сравнении с предшественниками, весьма удовлетворило Адмиралтейство. Вооружение крейсеров хотя и было ослаблено, вполне соответствовало задачам, поставленным перед этим типом крейсеров. Однако в остальных отношениях проект оказался неудачным. Мореходность крейсеров была явно недостаточной — корабли очень сильно заливались водой в свежую погоду, а на полном ходу зарывались носом в волну. Вследствие этого ни один из крейсеров не смог реально развить запланированной скорости в 20 узлов. Корпус оказался чрезвычайно тесным и не обеспечивал нормального размещения даже уменьшенной команды. Особенно плохо обстояло дело с размерами кочегарок — топки были настолько близко расположены к переборкам, что работа кочегаров была чрезвычайно затруднена. Несмотря на скорое перевооружение крейсеров на новейшую скорострельную артиллерию, их боевая ценность оставалась невысокой.